# X-DuckX
X-DuckX: Els ànecs dels esports extrems (títol original: X-DuckX, títol francès: Canards extrêmes, títol valencià: Ànecs X) és una sèrie d'animació francocanadenc del 2001 creada per Jan Van Rijsselberge, dirigida per François Reczulski i produïda per Alphanim. La sèrie consta d'una temporada amb 78 episodis.
La sèrie ha estat doblada al català per al canal K3 (al bloc del Club Super3) l'any 2003, i també va ser doblada al valencià per al canal Canal Nou l'any 2004 (al bloc A la babalà).

## Repartiment
| Personatge   | Actor original |
| ------------ | -------------- |
| Geextah      | Julian Casey   |
| Slax         | Rick Jones     |
| J. T. Thrash | –              |

## Els personatges
- Geextah

Geextah és un ànec exaltat i el cap del duo d'ànecs que protagonitza la sèrie. És de caràcter emocional i té un aire sospitós, però tot i així és una mica més intel·ligent que el seu amic Slax. L'únic punt comú que compartixen ell i Slax, són la seua passió pels esports extrems i els sentiments per la seua amiga Arielle. També li agrada la música Thrash Metal. Geextah, com Slax, estima el formatge a les hamburgueses.
- Slax

Slax, al contrari que el seu amic Geextah, és una poc més emocional i reflexiu, però també molt maldestre. Li contradiu sovint al seu amic sense importar el tema que se'ls opose. Al duo d'ànecs els agrada innovar, modificar i inventar en els cotxes esportius, i de vegades ho fan incorporant artilleria.
- Arielle

Arielle és la millor (i única) amiga dels ànecs. Té els cabells rossos. Arielle, a diferència de Slax i Geextah, prefereix els esports extrems de perillositat inferior i menys violents, en alguns episodis tracta de mostrar-los quin esport poden practicar millor els ànecs, però sempre sense èxit.
- J. T. Thrash

Thrash és el pitjor enemic dels ànecs. Té també el cabell ros i és molt formós. Thrash segueix competint en esports extrems amb Slax i Geextah però no pot absolutament de cap manera amb ells. Confia, rancorós, de planejar poder una venjança contra els ànecs perquè segueix estant segon al podi.